# Fatura

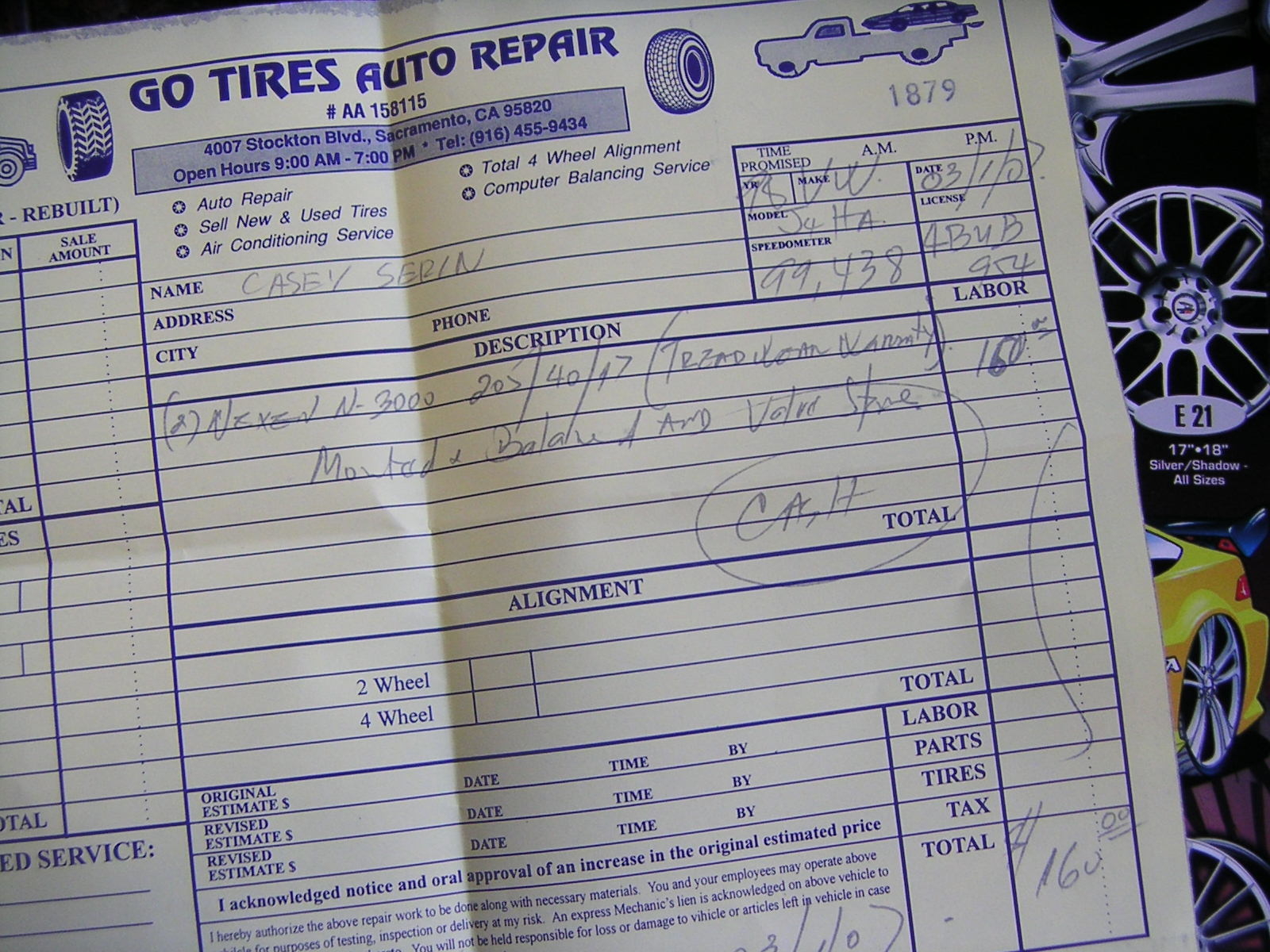
Exemplo de uma factura relativa a uma reparação de automóvel.

Uma fatura (AO 1945: factura) é um documento comercial que representa  a venda para clientes domiciliados em território nacional.
No Brasil usa-se também como documento fiscal, quando inclui elementos da legislação fiscal, principalmente as do IPI-ICMS-ISSQN. Nesse caso o formulário denomina-se "nota fiscal/fatura".
Em geral, a fatura só é emitida para pagamentos ainda não efetuados (vendas a prazo ou contra-apresentação). Nela são discriminados todos os itens comprados na operação, e por isso, a fatura também é usada como controle. Nesse caso  assemelha-se a um romaneio, que é um documento comercial.
Da fatura se extrai a duplicata, que é um título de crédito. 
O faturamento é a soma dos valores das faturas emitidas em determinado período de tempo comercial. Todavia, como faturamento costuma ser tratado pela legislação tributária como sinônimo de receita bruta de vendas, deve-se observar se devem ser incluídas no total as vendas à vista ou não, quando da necessidade de se informar esses valores.
Faturamento não deve ser confundido com factoring, algumas vezes traduzido para faturização.

## Dados obrigatórios a constar nas faturas[1]
Para emitir uma fatura é necessário introduzir alguns dados obrigatórios que compõem todos os elementos essenciais do processo de faturação entre o vendedor do bem/prestador do serviço e o cliente.
Em Portugal, para uma fatura ser válida perante a Autoridade Tributária deve ser datada, numerada sequencialmente, e deve conter:
- Identificação da empresa
- Identificação do cliente
- Informação detalhada dos bens ou serviços faturados
- Código QR[2]
- ATCUD[3]